# Estádio Vila Capanema
Az Estádio Vila Capanema egy labdarúgó-stadion Curitibaban, Brazíliában. 
Az 1950-es labdarúgó-világbajnokság egyik helyszíne volt, két csoportmérkőzést rendeztek itt. A Paraná Clube otthonául szolgál 1989 óta. Befogadóképessége: 20 000 fő.

## Események

### 1950-es világbajnokság
| Dátum       | Időpont UTC–3 | Pályaválasztó | Eredmény | Vendég           | Forduló    | Nézők |
| ----------- | ------------- | ------------- | -------- | ---------------- | ---------- | ----- |
| 1950.06.25. | 15.00         | Spanyolország | 3–1      | Egyesült Államok | 2. csoport | 9 511 |
| 1950.06.29. | 15.30         | Svédország    | 2–2      | Paraguay         | 3. csoport | 7 903 |